# Varvarin (općina)
Varvarin (općina) (ćirilično: Општина Варварин) je općina u Rasinskom okrugu u središnjem dijelu Središnje Srbije. Središte općine je grad Varvarin. 

## Stanovništvo
Prema popisu stanovništva iz 2002. godine u općini živi 20.122 stanovnika, raspoređenih u 21 naselje .

### Naselja
- Varvarin- grad

| - Bačina - Bošnjane - Varvarin Selo - Gornji Katun - Gornji Krčin - Donji Katun - Donji Krčin - Zalogovac - Izbenica - Karanovac | - Mala Kruševica - Marenovo - Maskare - Obrež - Orašje - Pajkovac - Parcane - Suvaja - Toljevac - Cernica |

## Vanjske poveznice
- Službena stranica općine Varvarin  Arhivirana inačica izvorne stranice od 25. rujna 2017. (Wayback Machine)